# Jełyzawetiwka (hromada Marjinka)
Jełyzawetiwka (ukr. Єлизаветівка) – wieś na Ukrainie, w obwodzie donieckim, w rejonie pokrowskim, w hromadzie Marjinka. W 2001 liczyła 1380 mieszkańców.